# Piotr Tomański

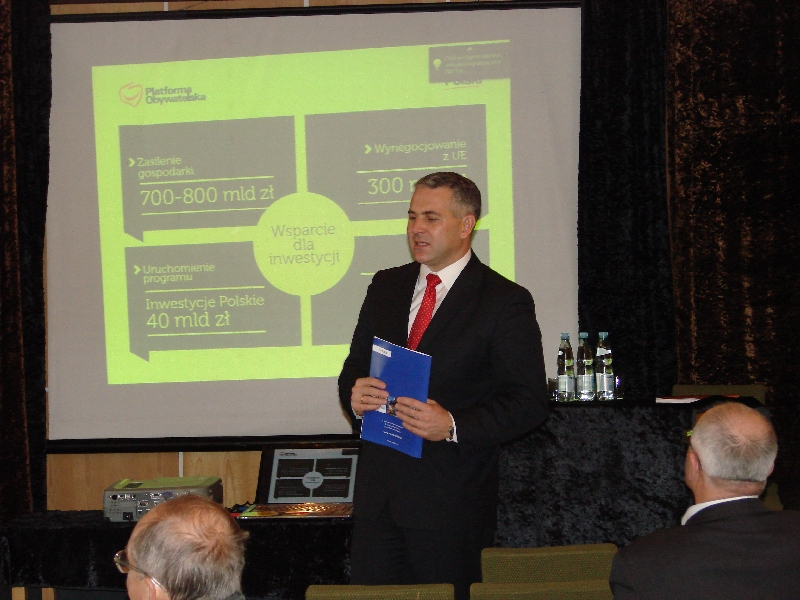
Piotr Tomański

Piotr Tomański (* 25. Juni 1969 in Przemyśl) ist ein polnischer Politiker der Platforma Obywatelska (Bürgerplattform).
Piotr Tomański studierte Wirtschaftswissenschaft an der Universität Rzeszów und schloss sein Studium mit einem Diplom ab. Anfang der 1990er Jahre gründete er das Unternehmen Video Tomex 2. 1998 wurde  Tomański in den Gemeinderat von Żurawica gewählt und wurde 2002 Gemeindevorsteher (wójt). Für den polnischen Sejm kandidierte er bei den Parlamentswahlen 2005 für die Sojusz Lewicy Demokratycznej (Bund der Demokratischen Linken, SLD), war aber mit 5232 Stimmen nicht erfolgreich. Im Jahr 2006 erfolgte seine Wiederwahl als Gemeindevorsteher. Bei den vorgezogenen Parlamentswahlen 2007 trat Piotr Tomański erneut an. Zuvor war er von der SLD zur Platforma Obywatelska gewechselt. Im Wahlkreis 22 Krosno stimmten 11.578 Wahlberechtigte für ihn und so konnte er einen Sitz im Sejm erringen.
Piotr Tomański ist verheiratet und hat einen Sohn.